# Curtis (album)
Curtis – trzeci studyjny album amerykańskiego rapera 50 Centa. Został wydany 11 września, 2007 r. Produkcją albumu zajęli się Dr. Dre, Eminem i Timbaland, oraz wielu innych.
Oprócz 50 Centa na płycie można usłyszeć jeszcze jako gości: Akona, Justina Timberlake, Timbalanda, Robina Thicke, Eminema, Nicole Scherzinger, Young Bucka, Mary J. Blige oraz Tonego Yayo.
W tym samym dniu gdy ukazała się nowa płyta 50 Centa wyszła również nowa płyta Kanye Westa zatytułowana Graduation. 50 Cent założył się z Westem, że w dniu premiery sprzeda więcej płyt niż on. Obiecał, że jeśli przegra zakład nigdy więcej nie nagra już płyty. 50 Cent chciał też publicznej debaty (podobnej do prezydenckiej), lecz Kanye odmówił.
W Polsce album osiągnął status złotej płyty.

## Lista utworów
Lista według Discogs:
| Nr | Tytuł                  | Producent(ci) | Goście                          | Czas |
| -- | ---------------------- | --- | ------------------------------- | ---- |
| 1  | "Intro"                | — | —                               | 0:52 |
| 2  | "My Gun Go Off"        | Adam Reitch, Eric Krasno | —                               | 3:12 |
| 3  | "Man Down"             | Detroit Red, Don Cannon | —                               | 2:50 |
| 4  | "I’ll Still Kill"      | DJ Khalil | Akon                            | 3:42 |
| 5  | "I Get Money"          | Apex | —                               | 3:44 |
| 6  | "Come & Go"            | Dr. Dre |                                 | 3:30 |
| 7  | "Ayo Technology"       | Timbaland | Justin Timberlake & Timbaland   | 4:08 |
| 8  | "Follow My Lead"       | Tha Bizness | Robin Thicke                    | 3:18 |
| 9  | "Movin' On Up"         | Jake One | —                               | 3:24 |
| 10 | "Straight To The Bank" | Ty Fyffe & Dr. Dre | —                               | 3:10 |
| 11 | "Amusement Park"       | Teraike "Chris Styles" Crawford, Hailey "Silence" Campbell, prod.dodatkowi: Andrea "Fluterscooter" Fisher, Dean "Freak" Farmer | —                               | 3:10 |
| 12 | "Fully Loaded Clip"    | Havoc | —                               | 3:14 |
| 13 | "Peep Show"            | Eminem | Eminem                          | 3:52 |
| 14 | "Fire"                 | Dr. Dre | Nicole Scherzinger & Young Buck | 2:50 |
| 15 | "All Of Me"            | Jake One | Mary J. Blige                   | 3:52 |
| 16 | "Curtis 187"           | Havoc | —                               | 3:58 |
| 17 | "Touch The Sky"        | K-Lassik Beats | Tony Yayo                       | 3:10 |